# Питчер, Фредерик
Фредерик Уильям «Фреди» Питчер (англ. Frederick William "Freddie" Pitcher; род. 5 февраля 1967) — 28-й президент Науру с 10 ноября 2011 по 15 ноября 2011 года.

## Биография до президентства
Фредерик Питчер родился в Науру в 1967 году. Его отец приехал в Науру из Австралии, мать коренная жительница острова. По окончании школы он окончил Университет в Сиднее по специальности экономическая социология. После учёбы, работал некоторое время на острове. Потом был направлен на 2 года на работу в Манилу в Азиатский банк развития. С 2000 года был заместителем науруанского представителя в ООН. В октябре 2004 года был избран в парламент Науру и стал министром островного развития и промышленности этого крохотного государства. В марте 2008 года была предпринята попытка лишения депутатского мандата группы политиков Науру в том числе и Фредерикa Питчерa, однако у оппозиции это не получилось. При президенте Маркусe Стивенe Фредерик Питчер занял пост министра финансов и торговли.

## Президентство
После коррупционного скандала в конце 2011 года президент Маркус Стивен ушёл в отставку. На пост президента Науру 10 ноября был избран Фредерик Питчер. Однако ему удалось пробыть в этой должности немногим более ста часов. Он выступил в защиту бывшего президента Маркусa Стивенa и уже 15 ноября получил вотум недоверия в парламенте.
Его на посту президента сменил Спрент Дабвидо, который являлся на тот момент одним из самых молодых действующих руководителей государств мира.

## Постпрезидентство
Фредерик Питчер принял участие в следующих парламентских выборах 2013 года, однако не был избран в парламент. Принял он участие в выборах через три года, однако и в этот раз он также не прошёл в парламент. После этого Питчер пропустил следующие выборы.